# Sheldon (Iowa)
Sheldon è una città degli Stati Uniti d'America, situata nello Stato dell'Iowa, nella Contea di O'Brien e in parte nella Contea di Sioux.